# Bruno Sorić
Bruno Sorić, né le 16 mai 1904 à Zadar et mort le 7 juin 1942, est un rameur d'aviron italien.

## Palmarès

### Jeux olympiques
- Paris 1924
  -  Médaille de bronze[1].